# Erigone ephala
Erigone ephala is een spinnensoort in de taxonomische indeling van de hangmatspinnen (Linyphiidae).
Het dier behoort tot het geslacht Erigone. De wetenschappelijke naam van de soort werd voor het eerst geldig gepubliceerd in 1928 door Crosby & Bishop.